# Jersey Shore: Family Vacation
Jersey Shore Family Vacation (Brasil: Jersey Shore Os Originais ) é um reality show americano transmitido pela MTV, que estreou mundialmente em 5 de abril de 2018. O programa segue o elenco original de Jersey Shore que passam um mês morando juntos em Miami, Flórida. Em 28 de fevereiro de 2018, uma segunda temporada foi encomendada antes mesmo da estreia.

## Elenco
| Nome                            | Temporadas | Temporadas | Temporadas | Temporadas | Temporadas | Temporadas | Temporadas | Temporadas   | Temporadas   | Temporadas   | Temporadas | Temporadas | Temporadas |
| Nome                            | 1          | 2a         | 2b         | 3a         | 3b         | 4a         | 4b         | 5a           | 5b           | 6a           | 6b         | 7a         | 7b         |
| ------------------------------- | ---------- | ---------- | ---------- | ---------- | ---------- | ---------- | ---------- | ------------ | ------------ | ------------ | ---------- | ---------- | ---------- |
| Paul "Pauly D" DelVecchio       | Principal  | Principal  | Principal  | Principal  | Principal  | Principal  | Principal  | Principal    | Principal    | Principal    | Principal  | Principal  | Principal  |
| Nicole "Snooki" Polizzi         | Principal  | Principal  | Principal  | Principal  | Principal  |            | Recorrente | Principal    | Principal    | Principal    | Principal  | Principal  | Principal  |
| Mike "The Situation" Sorrentino | Principal  | Principal  | Principal  | Principal  | Principal  | Principal  | Principal  | Principal    | Principal    | Principal    | Principal  | Principal  | Principal  |
| Ronnie Ortiz-Magro              | Principal  | Principal  | Principal  | Principal  | Principal  | Principal  | Principal  | Participação | Participação | Participação | Recorrente | Recorrente | Recorrente |
| Jenni "JWoww" Farley            | Principal  | Principal  | Principal  | Principal  | Principal  | Principal  | Principal  | Principal    | Principal    | Principal    | Principal  | Principal  | Principal  |
| Vinny Guadagnino                | Principal  | Principal  | Principal  | Principal  | Principal  | Principal  | Principal  | Principal    | Principal    | Principal    | Principal  | Principal  | Principal  |
| Deena Cortese                   | Principal  | Principal  | Principal  | Principal  | Principal  | Principal  | Principal  | Principal    | Principal    | Principal    | Principal  | Principal  | Principal  |
| Angelina Pivarnick              | Recorrente | Recorrente | Principal  | Principal  | Principal  | Principal  | Principal  | Principal    | Principal    | Principal    | Principal  | Principal  | Principal  |
| Sammi "Sweetheart" Giancola     |            |            |            |            |            |            |            |              |              |              | Principal  | Principal  | Principal  |

## Episódios
| Temporada | Temporada | Episódios | Episódios               | Originalmente exibido  | Originalmente exibido   |
| Temporada | Temporada | Episódios | Episódios               | Estreia da temporada   | Final da temporada      |
| --------- | --------- | --------- | ----------------------- | ---------------------- | ----------------------- |
|           | 1         | 14        | 14                      | 5 de abril de 2018     | 28 de junho de 2018     |
|           | 2         | 27        | 17                      | 23 de agosto de 2018   | 13 de dezembro de 2018  |
| 10        | 2         | 27        | 11 de julho de 2019     | 15 de agosto de 2019   |                         |
|           | 3         | 29        | 13                      | 22 de agosto de 2019   | 19 de novembro de 2019  |
| 16        | 3         | 29        | 27 de fevereiro de 2020 | 18 de junho de 2020    |                         |
|           | 4         | 28        | 14                      | 19 de novembro de 2020 | 25 de fevereiro de 2021 |
| 14        | 4         | 28        | 3 de junho de 2021      | 2 de setembro de 2021  |                         |
|           | 5         | 31        | 12                      | 6 de janeiro de 2022   | 24 de março de 2022     |
| 19        | 5         | 31        | 23 de junho de 2022     | 20 de outubro de 2022  |                         |
|           | 6         | 35        | 17                      | 26 de janeiro de 2023  | 18 de maio de 2023      |
| 18        | 6         | 35        | 3 de agosto de 2023     | 7 de dezembro de 2023  |                         |
|           | 7         | ASA       | 18                      | 8 de fevereiro de 2024 | 23 de maio de 2024      |
|           | 7         | ASA       | ASA                     | 19 de setembro de 2024 | ASA                     |